# Марцулли, Гвидо
Гвидо Марзулли (итал. Guido Marzulli) — итальянский живописец.

## Биография
Родился 8 июля 1943 в Бари. Его родители — чета известных художников: Микеле Марзулли (также известен как поэт и писатель) и Роза Тошес. . Рисовать начал в Бари, где прошла его юность, и где он закончил занятия в университете. В 1970 он переехал в Рим, где он углубился в жанр пейзажа и портрета.
В 1991 он переехал в Милан, где продолжил рисовать, как и в своём летнем доме в Санта-Севера (Рим). В Милане он обзавёлся семьёй.. и его круг интересов растет. Помимо портретов, Он рисует пейзажи и жанровые композиции в технике масляной живописи
В своём творчестве он отрёкся от абстракционизма и сосредоточился на фигуративная живописи (Реализм и Импрессионизм). , получая награды и признание. В 1990 он получил золотую медаль Бьенналя, проходившего в галерее Тортелли (Рим).[1] Некоторые из своих портретов он посвятил своей жене, часто служившей ему источником вдохновения.
Список фотографий многих его работ и биографическая документация содержится в био-иконографическом архиве Kонтрольного oфиса Национальная галерея современного искусства (итал. Galleria Nazionale d’Arte Moderna, сокращённо GNAM))..

## Музеи
Его работы можно найти в музеях: Бари (итальянский Бари) (Провинциальная художественная галерея Бари), Латино (итальянская латина) (Гражданская галерея современного и современного латинского искусства), Фоджа ( Фоджа ) (Гражданские музеи Фоджи) и Матера (итал. Матера) (Национальный музей Матеры).
Фотографии его картин можно найти в Биоиконографическом архиве современного искусства, сокращенно ГНАМ..

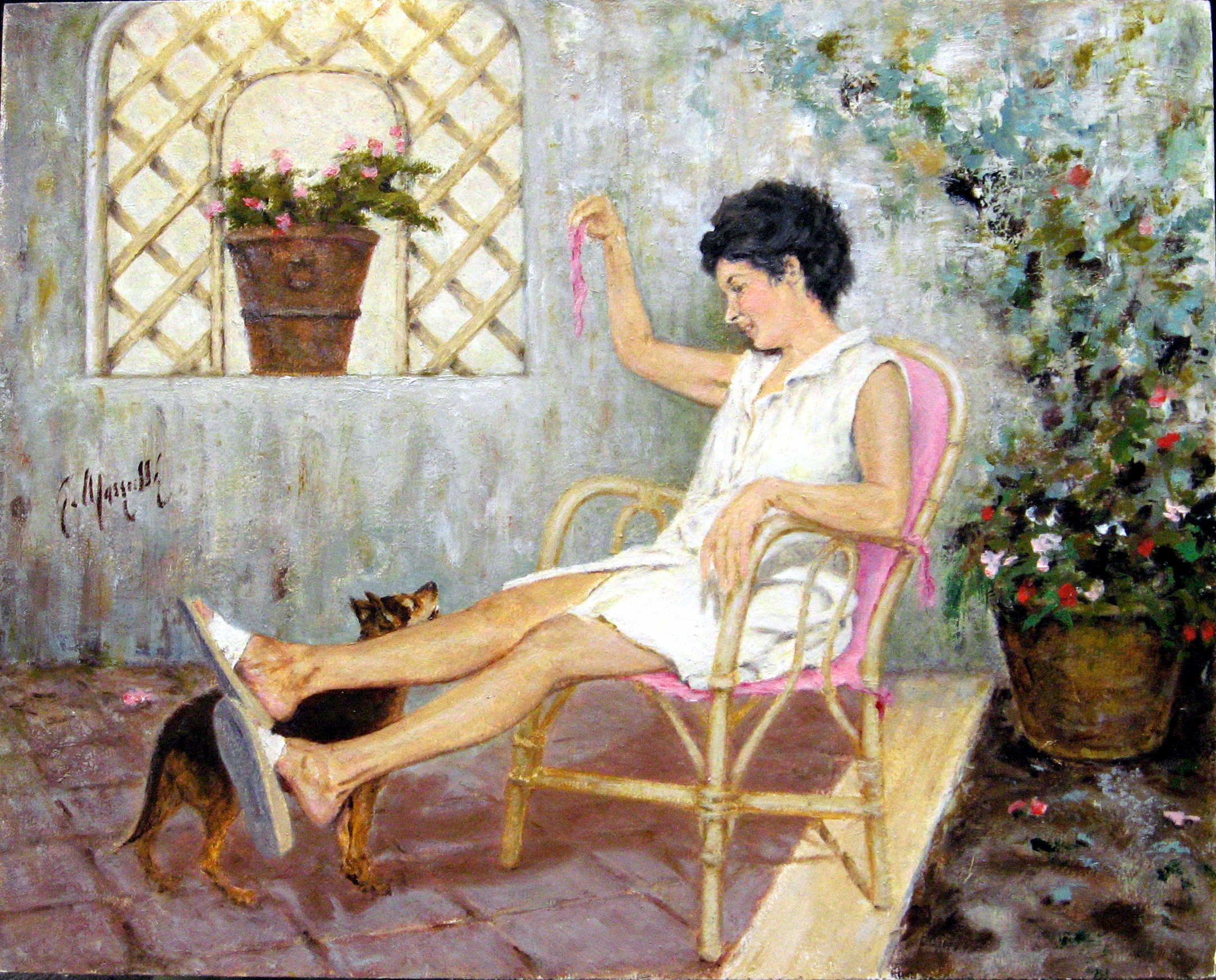
Гвидо Марзулли (итал. Guido Marzulli) - Il gioco della cagnetta